# 铁木尔·奥鲁兹
铁木尔·奥鲁兹（土耳其語：Timur Oruz，1994年10月27日—），德国男子曲棍球运动员。他曾代表德国参加2016年和2020年夏季奥林匹克运动会曲棍球比赛，其中2016年奥运会获得一枚铜牌。

## 家庭
妹妹塞琳·奥鲁兹。